# Фридрих (граф Сюлихгау)
Фридрих (1010 — 3 мая 1097) — вероятно, граф в Сюлихгау. Сын Фридриха. Его значение состоит прежде всего в том, что он является одним из самых ранних известных членов дома Гогенцоллернов (фигура графа Тассилона является, по всей видимости, легендарной). Следующий упоминаемый в исторических источниках член рода — Буркхард I фон Цоллерн, предположительно бывший сыном Фридриха и Ирментруды, дочери Буркхарда из рода Нелленбургов.